# Hurden
Hurden ist ein Ortsteil der Schweizer Gemeinde Freienbach. Der 1,31 km² grosse Ortsteil mit Nobelvillen und Gourmet-Restaurants liegt auf einer Insel im Zürichsee zwischen Pfäffikon SZ und Rapperswil SG.
Die Geschichte des Ortes ist seit der Zeit der Pfahlbauten mit Brücken verbunden, die zum gegenüberliegenden Seeufer bei Rapperswil führten. Der heutige Seedamm von Rapperswil ist der Nachfolger prähistorischer und historischer Brücken zwischen Rapperswil und Hurden.

## Entstehung
Die weit in den Zürichsee hinausragende Landzunge hat ihren Ursprung in einer Deponie eines würmeiszeitlichen Rückzugstadiums des Linthgletschers. Dieser Rückzug hinterliess eine Moräne, welche den Zürichsee in zwei Teile trennt, den Obersee und den eigentlichen Zürichsee. Im Bereich der Seeenge befindet sich heute der Seedamm von Rapperswil.

## Geschichte

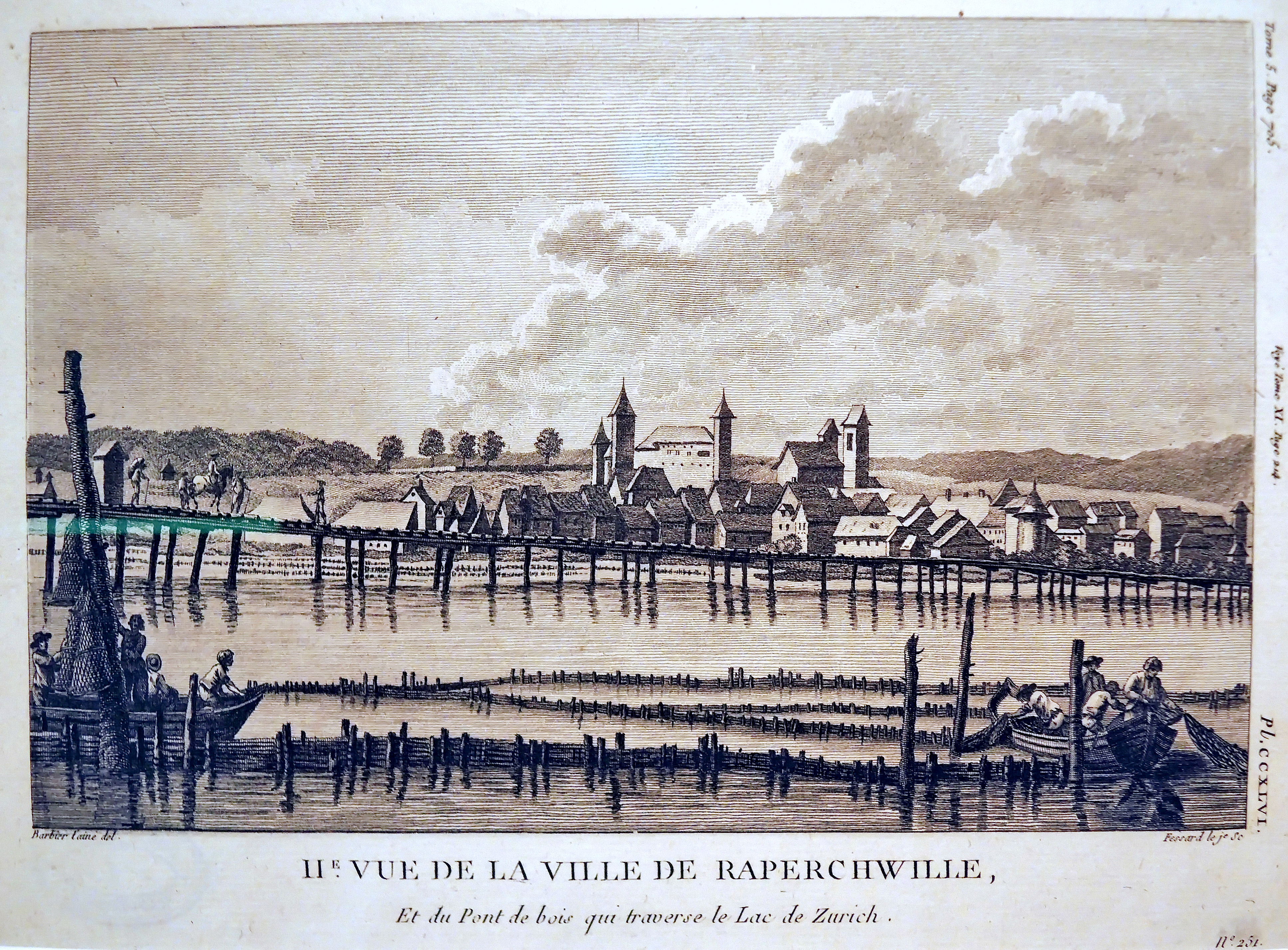
Fischer bei Hurden und ihre Fischfallen («Hurden») auf einem Stich um 1780. Im Hintergrund die alte Holzbrücke und die Stadt Rapperswil.

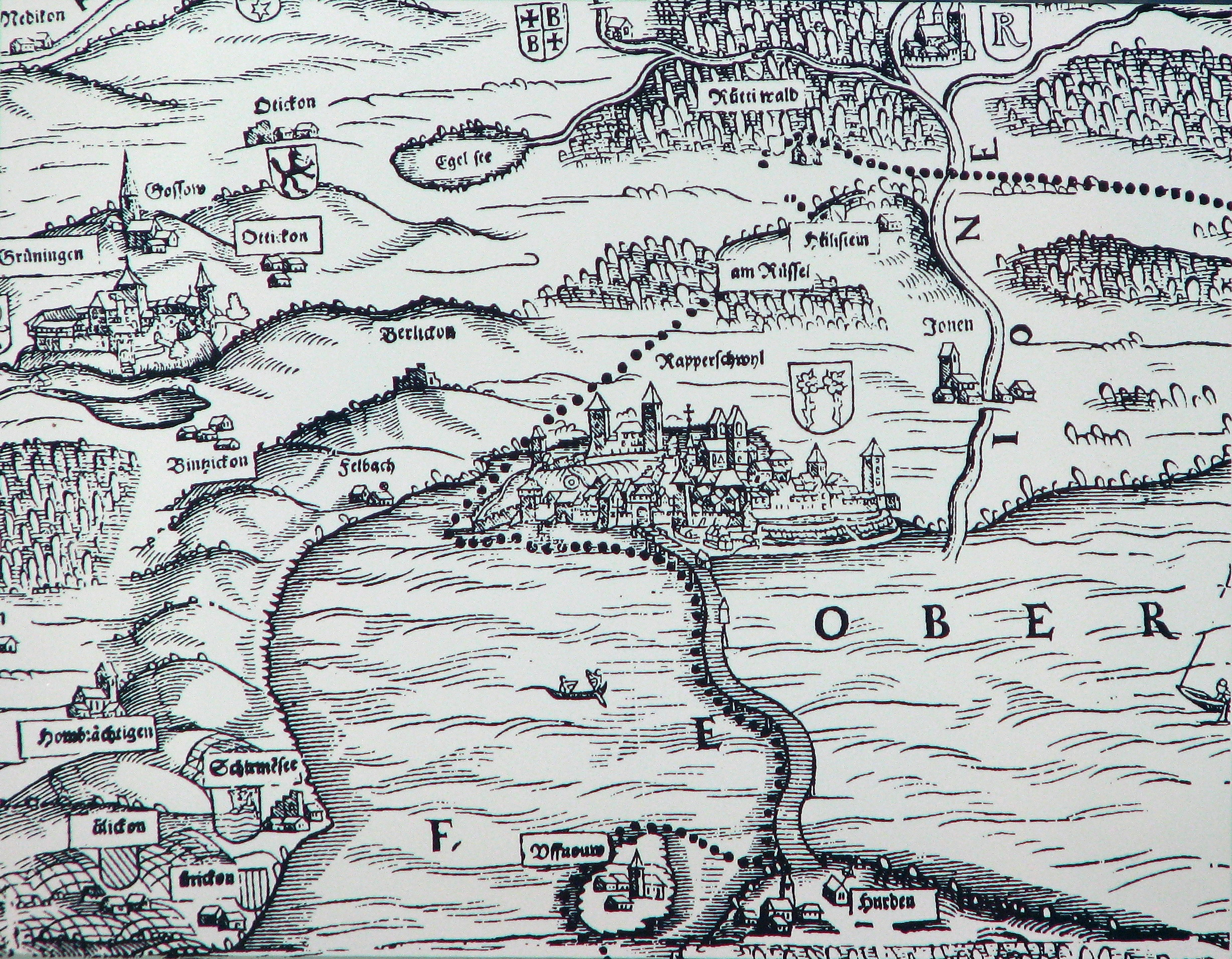
Ausschnitt aus der Zürcherkarte von Jos Murer, 1566. Vorn Hurden, in der Bildmitte Rapperswil, dazwischen die Holzbrücke.

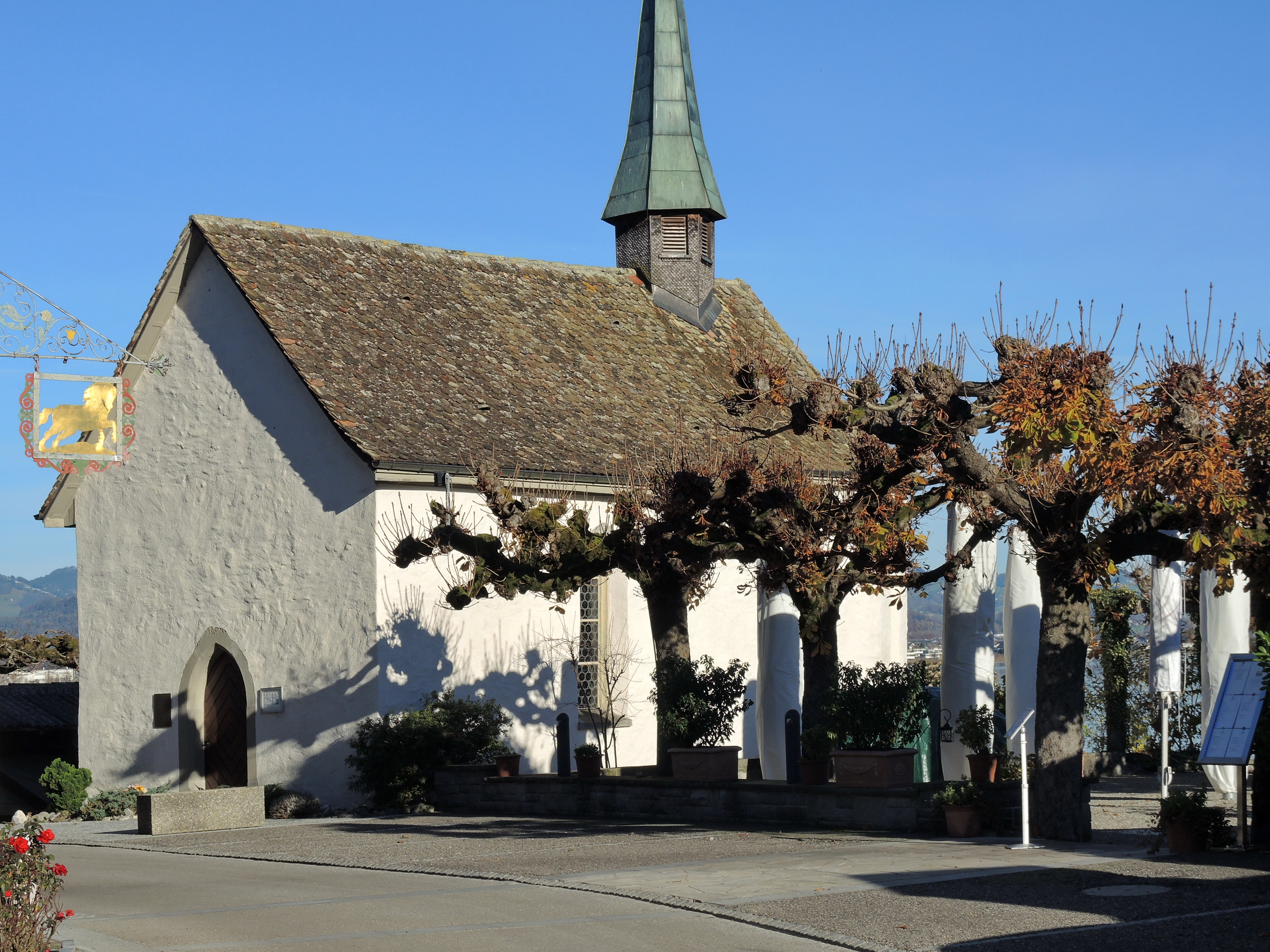
Die 1497 erbaute Kapelle

### Zeit der Pfahlbauten
Von den 111 Fundstellen des internationalen UNESCO-Weltkulturerbes Prähistorische Pfahlbauten um die Alpen liegen neun am Zürichsee und zwei von diesen im Gebiet von Hurden. Die Fundstelle Hurden Seefeld belegt die Besiedelung der Halbinsel Hurden im 4. und 3. Jahrtausend v. Chr. Untersuchungen der Fundstelle Hurden Rosshorn ergaben, dass es bereits in der Zeit der Horgener Kultur (um 3000 v. Chr.) Holzstege zwischen Hurden und dem gegenüberliegenden Seeufer gab. Auch eine Brücke aus der Römerzeit wurde an dieser Fundstelle archäologisch nachgewiesen.

### 9. bis 13. Jahrhundert
Im 9. Jahrhundert wurde über die Seeenge ein Fährbetrieb von Kempraten nach Hurden eingerichtet. Das Einsetzen der Pilgerströme aus Süddeutschland zum Kloster Einsiedeln brachte viel Verkehr.
Im Jahr 1229 wurde Hurden erstmals urkundlich erwähnt. Die Halbinsel erhielt ihren Namen wegen der vielen geflochtenen Fischfallen, «Hurden» oder «Hürden» genannt, die von den einheimischen Fischern hier aufgestellt wurden.

### Zeit der Holzbrücke von 1358/60
Zwischen 1358 und 1360 erbaute Herzog Rudolf IV. von Habsburg eine 1850 Schritt lange Holzbrücke, welche die Stadt Rapperswil mit der Halbinsel Hurden verband. Nun waren die Einheimischen und Pilger nicht mehr auf den Fährbetrieb angewiesen, sondern konnten mit Karren und Vieh jederzeit auf die andere Seite des Sees gelangen. Für den Unterhalt der Brücke musste aber ein Wegzoll entrichtet werden.
Um das Jahr 1430 führte eine Holzbrücke zudem von Hurden hinüber zur Insel Ufenau, welcher als «Kilchweg in die Uffnow» bezeichnet war. 1440 kam das Dorf Hurden zu Schwyz und wurde 1443 mitsamt der Brücke zur Ufenau von den österreichischen Rapperswilern in Brand gesetzt (→Schlacht bei Freienbach). Als Folge des Zweiten Villmergerkrieges fiel Hurden an Zürich, Bern und Glarus; und der Landvogt von Wädenswil wurde mit der Amtsführung von Hurden betraut.
Im Jahr 1497 wurde die bis heute erhaltene Kapelle gebaut. Danach entstanden in Hurden die ersten Gasthäuser für die zahlreichen Pilger, die auf dem Schwabenweg unterwegs waren und den Zürichsee auf der Holzbrücke überquerten.
Im Jahr 1798 kam Hurden dann politisch zum Distrikt Rapperswil im Kanton Linth und im Jahr 1803 zum neugeschaffenen Pfäffikon. Während der Revolutionswirren wurde der hölzerne Steg nach Rapperswil mehrmals zerstört und immer wieder aufgebaut.

### Zeit des Seedamms
Im Jahr 1875 erfolgte der Bau eines festen Seedammes mit Strasse und Schienen der Zürichsee–Gotthardbahn, welcher drei Jahre später dem Verkehr übergeben werden konnte. Die Landzunge Hurden wurde ab 1930 als gerne gesehenes Bauland für Wochenendhäuser genutzt, und ab 1950 wurden auch feste Einfamilienhäuser errichtet.
1943 wurde im südlichen Hurden ein Kanaldurchstich vom oberen zum unteren Zürichsee ausgebaggert und die Strasse und Bahn mittels einer Brücke darübergeführt. Nun war der Obersee auch für die Schiffe der Zürichsee Schifffahrtsgesellschaft (ZSG) befahrbar, aber die Halbinsel Hurden wurde dadurch eigentlich eine richtige Insel, welche vom Festland abgeschnitten ist. Ab 1990 wurde Hurden für luxuriöse Villen beliebt, welche zum Teil auf frisch aufgeschüttetem Gebiet erstellt und mit eigenem Jachtanlegeplatz ausgestattet wurden.
Auf Initiative verschiedener Organisationen und Persönlichkeiten begann im Jahr 2000 der Bau eines neuen Holzstegs zwischen Rapperswil und Hurden, der am 6. April 2001 eingeweiht wurde. Als Fuss- und Wanderweg überquert er die Seeenge und erinnert an die Vorgängerbrücke. Mit 841 Metern Länge ist er die längste Holzbrücke der Schweiz.

## Verkehr
Der Ort ist dank der Hauptstrasse über den Seedamm gut an das Strassennetz angeschlossen. Daneben besitzt das Dorf auch die Haltestelle Hurden an der Bahnlinie Pfäffikon-Rapperswil. Dank der S-Bahn des Zürcher Verkehrsverbundes und der Verbindungen der Schweizerischen Südostbahn ist Hurden ins Netz des öffentlichen Verkehrs integriert.

## Persönlichkeiten
- Balthasar Feusi (1854–1936), Jesuit und Pionier der Indianermission in den USA

## Bilder

Historische Luftbilder von Walter Mittelholzer
Der östliche Bereich von Hurden mit der Kapelle am Ufer des Obersees, Blick nach Südwesten. Aufnahme 1924 aus 300 Metern Höhe.
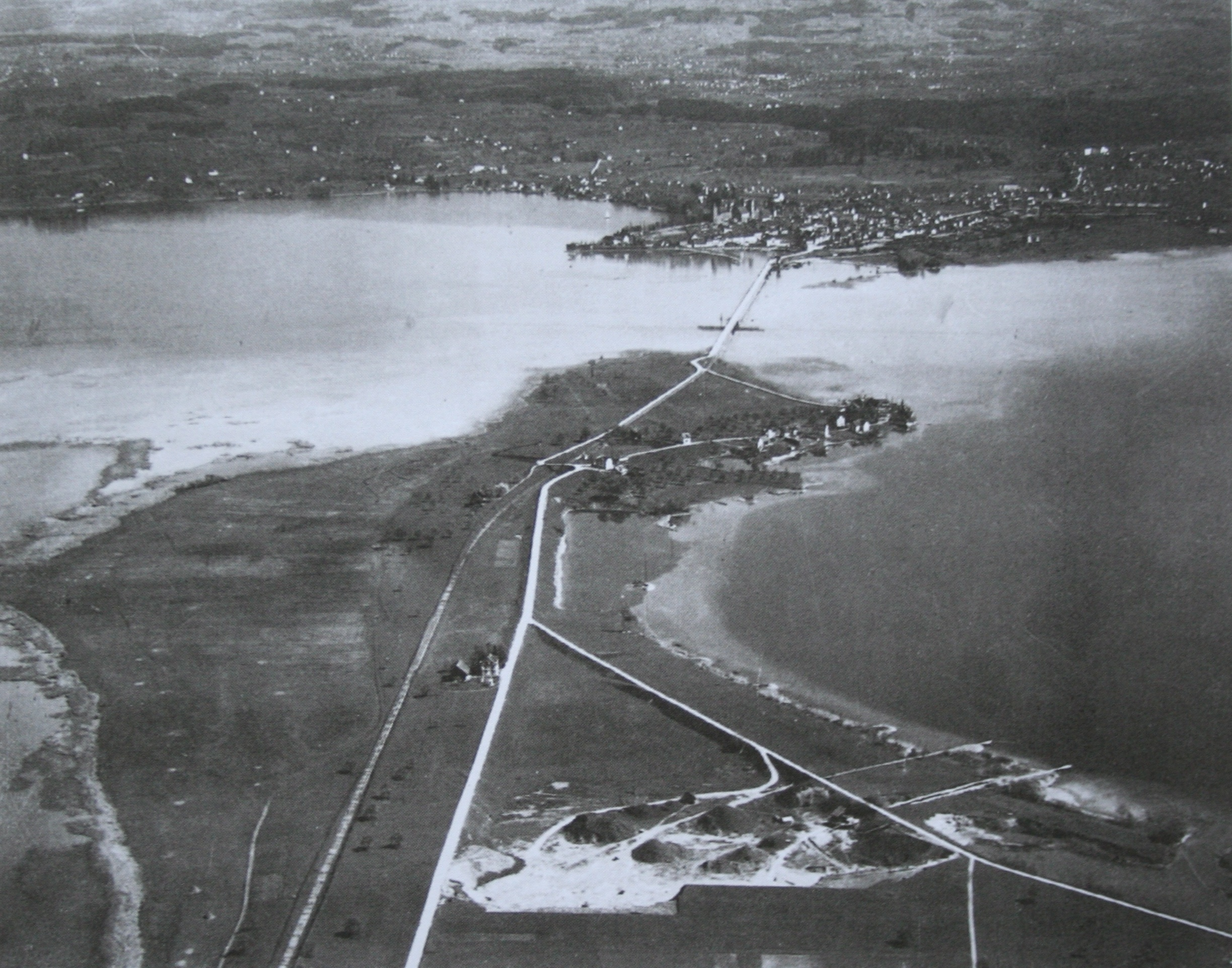
Hurden in der Bildmitte, im Hintergrund Rapperswil. Aufnahme 1929.
Blick auf den östlichen Bereich am Obersee. Im Hintergrund die Insel Ufenau. Aufnahme 1933.

Weitere Bilder
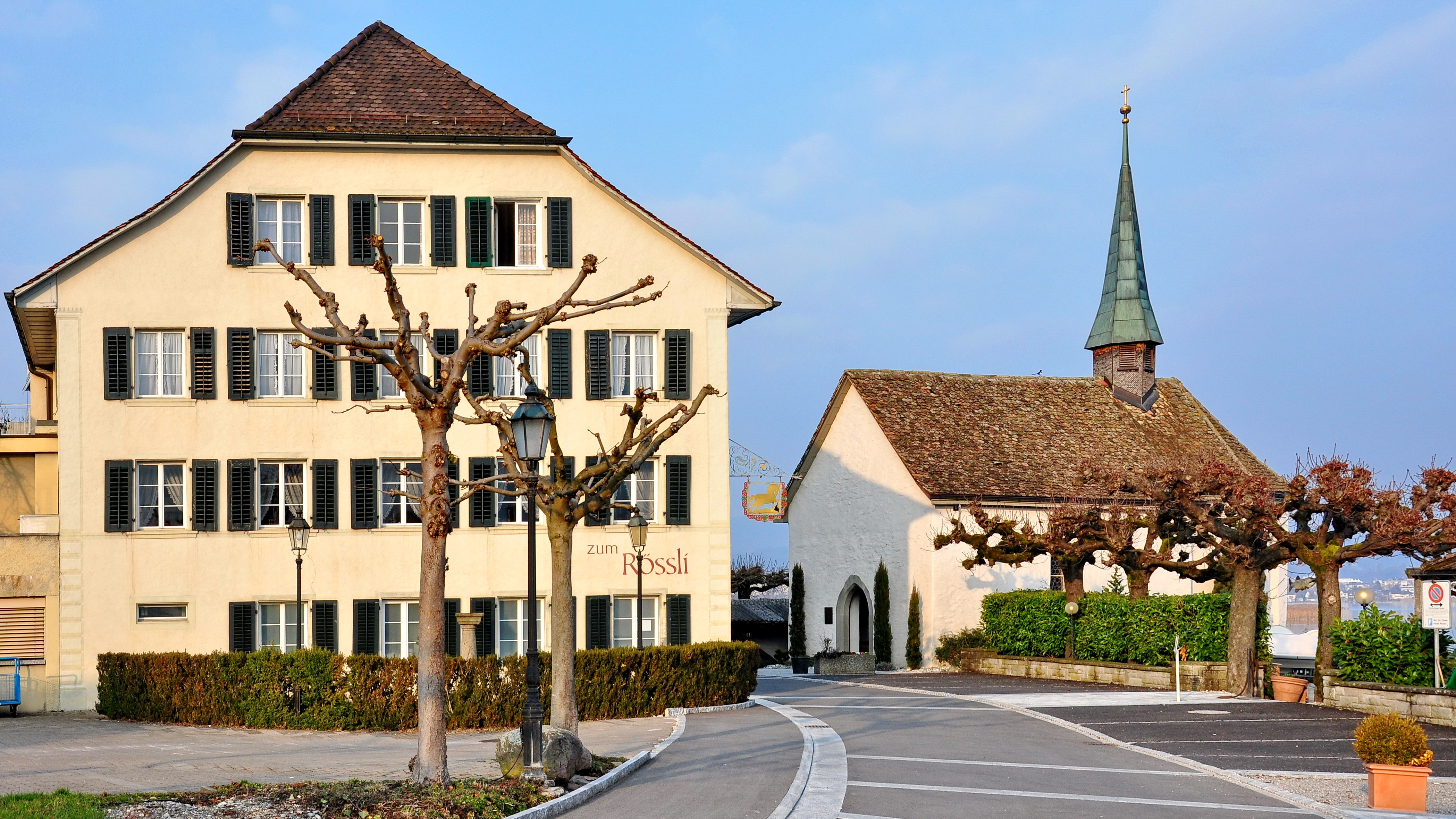
Hotel Rössli und die Kapelle
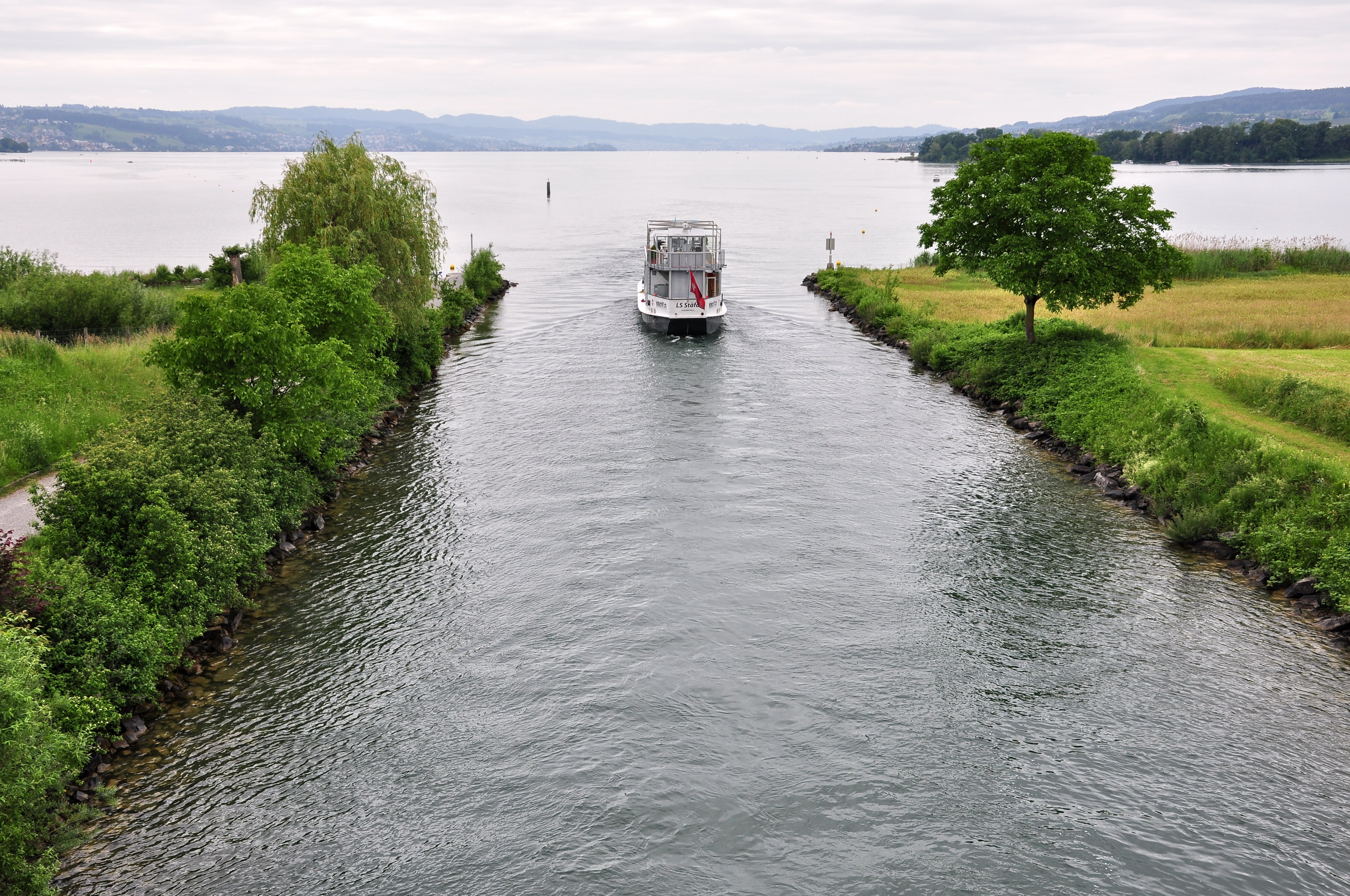
Das westliche Ende des Kanals in Hurden
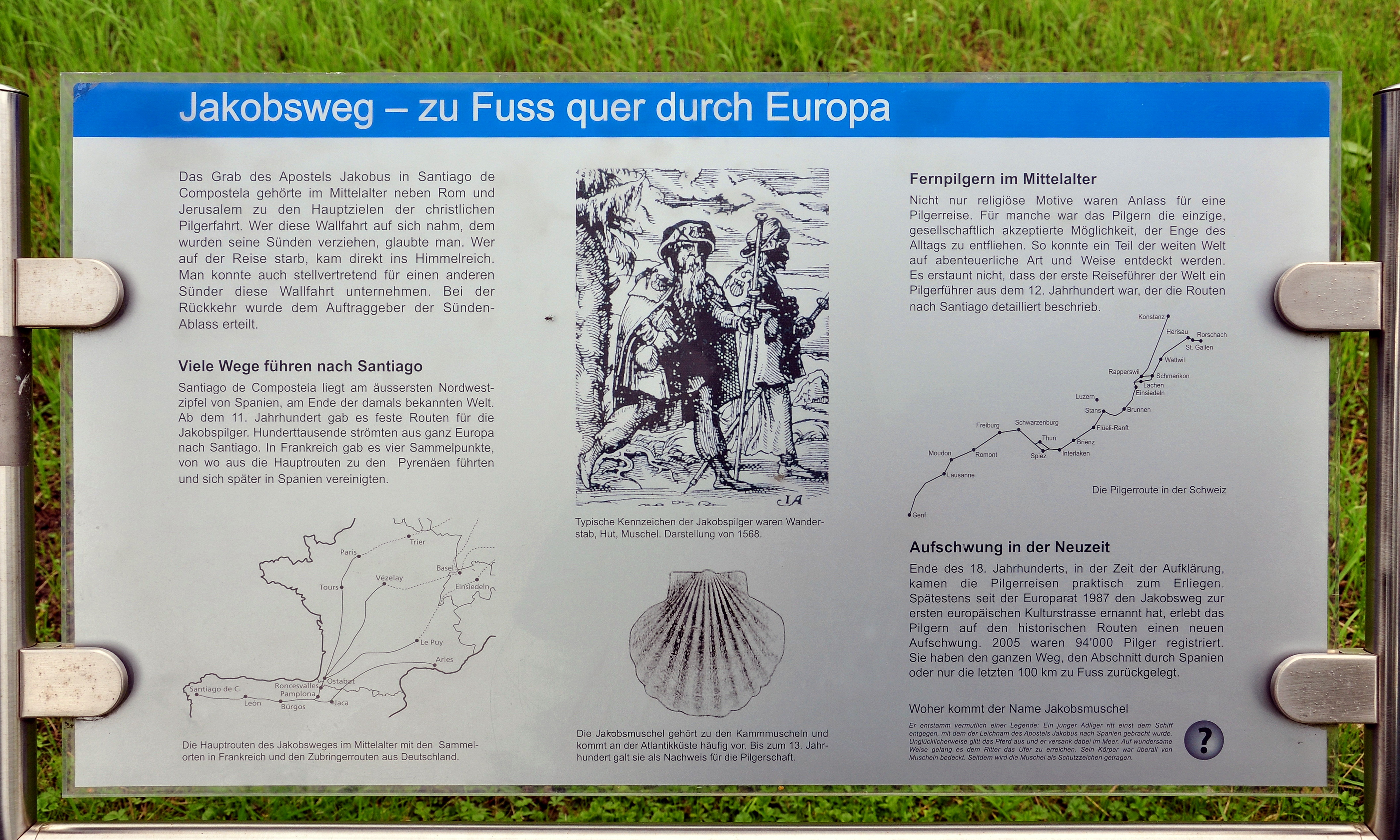
Jakobsweg-Informationstafel in Hurden